# Lliklla

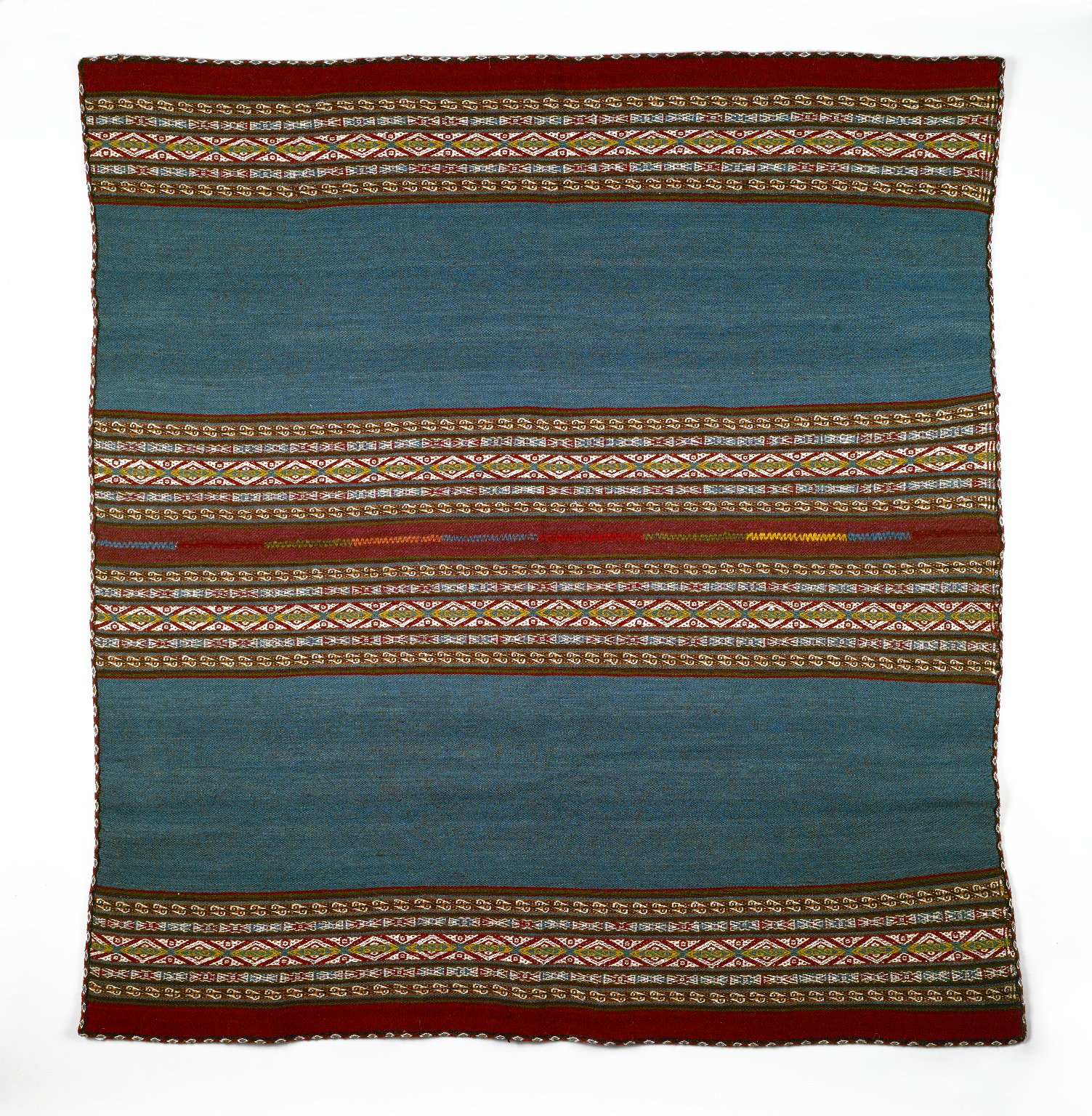
Lliclla, Museo Brooklyn.

Lliklla, hispanizado como lliclla, es una manta tejida que llevan las mujeres en los Andes con múltiples usos. Suele ser muy colorida con motivos, patrones, tamaños y colores que varían de acuerdo a la región, etnia o nación del artesano. Es utilizada como manta para colocar sobre ella las ofrendas rituales y productos para la venta en los mercados, como prenda de uso festivo, como parte de la vestimenta cotidiana, para cargar bebés y productos agrícolas, o como regalo. La lliclla también funciona como marcador cultural, ya que es un distintivo que define el género, estatus social, pertenencia a determinado lugar e identificación cultural.

## Historia
La tradición textil en el Perú es rica desde sus vestigios más antiguos en Huaca Prieta (entre 4000 y 2500 años antes de Cristo) y tiene grandes hitos en las culturas Paracas y Nazca. Los cronistas españoles hablan de la difusión de la lliclla en el incanato. Cieza de León es el primero en mencionarla y la describe como "manta delgada que les cae (a las mujeres) por encima de los hombros".
Hoy su uso se puede apreciar en muchos lugares del país, debido a las migraciones andinas a las ciudades.